# FilmBox
A FilmBox egy 24 órás prémium mozifilm szolgáltató, amely akciófilmeket, vígjátékokat, drámákat sugároz a nap 24 órájában. Magyarországon jelenleg öt csatornája érhető el a társaságtól. (Megj.: A "FilmBox" nevü csatorna nem része a fizetős csomagnak, az külön megy és ezen reklámok is futnak.
A csatorna hangja (társaihoz hasonlóan) Földi Tamás.

## Története
A csatorna 2010 szeptemberében indult Magyarországon a FilmBox Plusszal együtt 2013 októberében megújult, új logója lett. A Tarr Kft. és a Yettel TV kivételével minden jelentősebb szolgáltatónál fogható. Magyarországon az egyetlen olyan prémium filmcsatorna, amelyre nem külön feláras csomagban lehet előfizetni.
2020. április 29-én a FilmBox új arculatot kapott, melyet az év szeptember 1-én a társcsatornái is átvettek. Az egyik olyan magyar FilmBox-csatorna, amely nem változtatott nevet indulása óta egyszer sem (a másik a FilmBox Family).
2022. szeptember 1-én bekerült a DIGI kábeles kínálatába a többi FilmBoxos csatornával együtt, többek között a megszűnt saját csatorna, a Film Now pótlására.
A csatorna reklámmentes volt egészen 2024. január 10-ig, amikor is megkezdődött a reklámértékesítés az RTL Saleshouse által.

## Műsorstruktúra
A csatorna (társaihoz hasonlóan) főként az SPI International és világhírű független stúdiók (pl. Constantin Film, Miramax, TF1) filmjeit vetíti, de műsorra kerül néhány Paramount Pictures, Sony Pictures Entertainment és Walt Disney Pictures produkció is. A FilmBoxon volt először nézhető a Hős6os is.
A csatorna filmkínálatában az akciófilmek, sci-fik közül: 9-es terv az űrből, Az Atlantis leáll, Afrikai hajsza, Hetes osztag, Meztelen fegyver, Sűrű lé. A vígjátékok, romantikus filmek közül: A szex és Mrs. X, Bogársztori, Karolin, drágám, Keserédes, Ki tud cseresznyés pitét sütni?, Oviapu. A drámák közül pedig: A hullám, A titkárnő, Az utolsó vakáció, Két Velence, Kromofóbia, Szeretetre vágyva című produkciók szerepelnek.